# جيني آرثر
جيني آرثر (بالإنجليزية: Jenny Arthur)‏ هي رباعة أمريكية، ولدت في 11 ديسمبر 1993 في غينسفيل في الولايات المتحدة.

## وصلات خارجية
- جيني آرثر على موقع الاتحاد الدولي (الإنجليزية)
- جيني آرثر على موقع أوليمبيديا (الإنجليزية)